# محمد السفري
محمد السفري لاعب كرة قدم سعودي و يلعب في مركز الوسط في نادي جدة.

## مسيرة اللاعب
كانت بداياته مع الأهلي و لعب بعدها لأندية الاتفاق والحزم والشعلة والفيصلي ونادي هجر ونادي جدة ونادي الجبلين ونادي القادسية ونادي جدة ونادي نيوم.

## روابط خارجية
- محمد السفري على موقع Soccerway.com (الإنجليزية)
- محمد السفري على موقع كووورة